# Orange (Connecticut)
 For alternative betydninger, se Orange (flertydig). (Se også artikler, som begynder med Orange)
Orange er en by i New Haven County i Connecticut i USA med cirka 13.970 indbyggere (2005).
Byen er en vestlig forstad til New Haven og tilhører denne bys storbyområde, som har over 500.000 indbyggere.
Byen er opkaldt efter Vilhelm 3. af England, prinsen af Oranien (Orange på engelsk), som efter den engelske revolution i 1688 efterfulgte Jakob 2. , som kolonisterne i Connecticut anså for at være en despot.
41°16′46″N 73°01′31″V / 41.2794°N 73.0253°V